# The Town with No Name
The Town with No Name, anche conosciuto come Town with No Name, è un videogioco punta e clicca sviluppato da Delta 4 nel 1992 per Commodore CDTV. È stato pubblicato anche per MS-DOS nel 1993.

## Trama
Nel bel mezzo del selvaggio West, un uomo con una voce simile a John Wayne, conosciuto come "The Man with No Name", scende dal treno alla stazione di una città innominata, ma viene subito sfidato da un pistolero. Una volta sconfitto, la scena passa su un uomo con la sigaretta in bocca, basato sull'Uomo senza nome, il quale rivela al giocatore che il pistolero era il fratello minore di Evil Eb, il leader della banda "Hole-in-the-Head". The Man with No Name esplora quindi gli edifici della città, interagendo con i residenti e venendo attaccato da un membro diverso della suddetta banda ogni volta che esce allo scoperto.
Dopo aver ucciso ogni fuorilegge, No Name confronterà Evil Eb nella battaglia finale. Tuttavia No Name gli sparerà solo al cappello. Eb rassegnandosi alla sconfitta chiede a No Name di ucciderlo, fraintendendolo per un uomo chiamato Billy Bob, che aveva precedentemente sfidato a duello. No Name spiegherà ad Eb che lui non é Billy-Bob e che é venuto solamente in città per incontrare sua sorella, credendo di essere in una città chiamata Dole Gulch. Eb però gli spiega che Dodge Gulch si trova in un'altra stazione ferroviaria a 20 miglia di distanza. No Name decide di risparmiare Eb a causa del malinteso e alla fine i due vanno al saloon per bere del Whisky diventando amici.

## Modalità di gioco

Screenshot del menù di selezione dei luoghi del gioco.

Le meccaniche di gioco sono divise in due parti principali: la prima è un punta e clicca con menù che contengono diverse opzioni, seguite da una corta animazione basata sulla scelta del giocatore; la seconda è un'interfaccia in stile pistola ottica dove il giocatore deve premere velocemente sull'avversario per sparargli, prima che lo faccia lui. Ci sono vari minigiochi, tra cui vari giochi di carte e un quick time event in cui il giocatore deve premere sul boccale di birra in movimento, prima che esso cada a terra.
Se il giocatore muore in qualsiasi punto del gioco, il giocatore dovrà ricominciare da capo.
C'è anche un finale alternativo (considerato, ironicamente, dai giocatori quello canonico) dove se si decide di lasciare la città in qualsiasi momento, No Name salirà sul treno e prima che esso parta, un ragazzino arriverà e griderà "Torna indietro, Shane!" (in inglese, "Come back, Shane!"), un riferimento al film Il cavaliere della valle solitaria, solo per poi venire sparato da No Name che dirà al ragazzino la sua celebre frase, "Il mio nome non é Shane, ragazzino!" (in inglese, "My name's not Shane, Kid!"). Il gioco si concluderà col treno che volerà nello spazio. Questa breve scenetta ha scatenato al gioco un'enorme notorietà su internet.

## Sviluppo

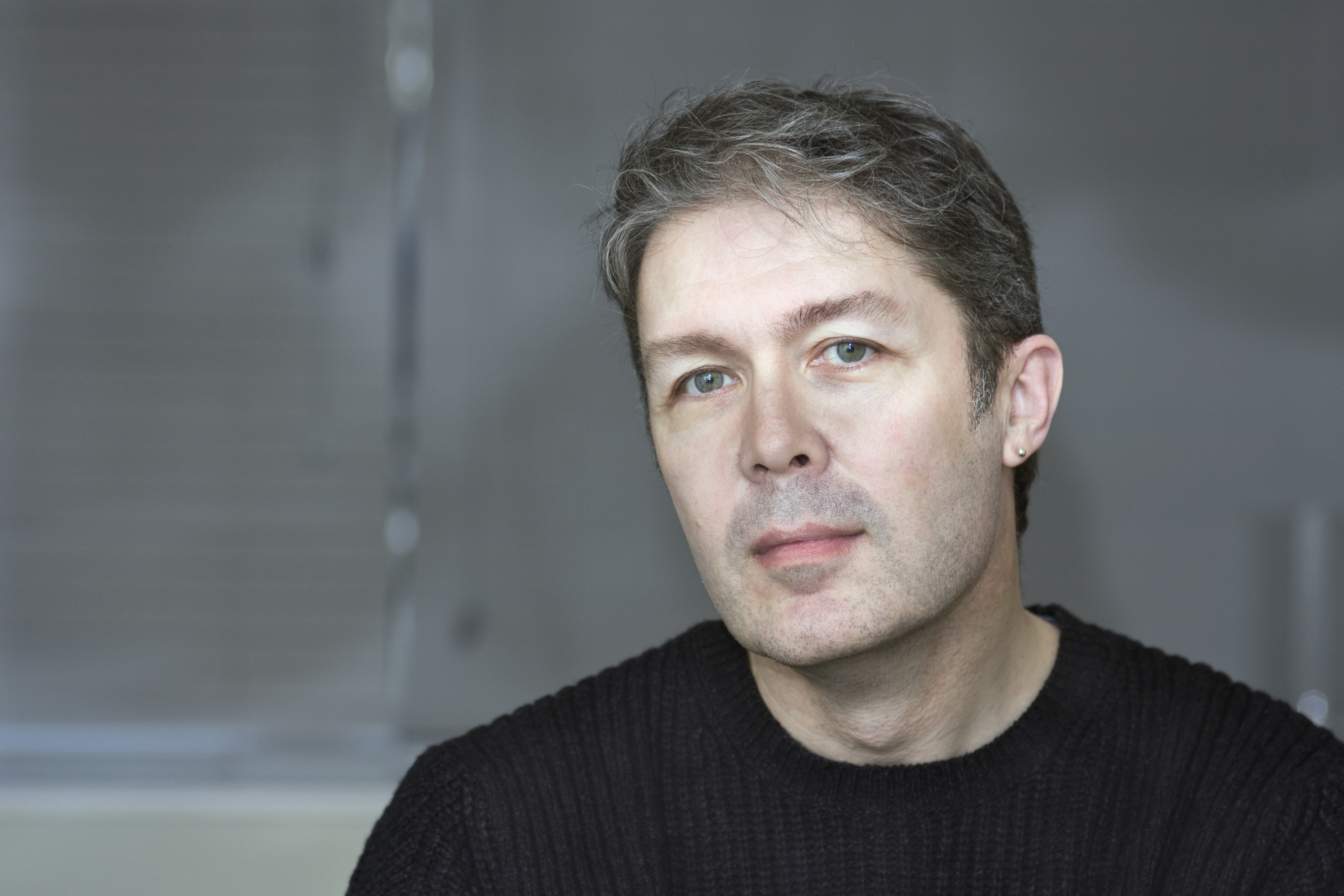
Il direttore Fergus McNeill nel 2017.

The Town with No Name è stato concepito da Fergus McNeill quando vide un amico indossare dei stivali da cowboy. "La mia mente pensava solo al genere Western all'italiana", spiegò, "Mi stava implorando di fare qualcosa basato su quel genere".

## Accoglienza
| Testata         | Versione | Giudizio |
| --------------- | -------- | -------- |
| Amiga Game Zone | CD32     | D+       |
| Amiga Joker     | CD32     | 52%      |
| Amiga Format    | CD32     | 35%      |
| PC Review       | MS-DOS   | 3/10     |

The Town with No Name ha ricevuto critiche perlopiù negative. Geoff Miller della rivista Amiga Game Zone ha dato una D+ al gioco, definendolo "mediocre" con "qualche momento divertente".  Tim Carrington della rivista PC Review critica pesantemente il gioco chiamandolo anche "La storia senza trama" con "animazioni terribili". Il critico dice che l'unica possibilità di scelta del giocatore è attraverso il menù, non "facendoti sentire alcun tipo di controllo". Dave Winder di Amiga Computing ha invece dato una critica più positiva, dicendo che il gioco "è una delusione per la mancanza di una modalità di gioco duratura, ma gli elementi interattivi, il fatto che ci sia così tanto umorismo e le molteplici sequenze nascoste l'hanno elevato al di sopra di un videogioco qualunque".
Tanner Fox di ScreenRant lo inserisce tra i "Miglior videogiochi talmente brutti, che sono belli". Tanner ha speculato sulle vere intenzioni degli sviluppatori e se Delta 4 avesse deliberatamente concepito una parodia o meno. Il videogioco è diventato protagonista di vari meme virali.